# Carlo Gardan
Carlo Gardan (Santa Maria di Sala, 21 aprile 1893 – basso Piave, 25 giugno 1918) è stato un militare italiano, decorato di medaglia d'oro al valor militare alla memoria nel corso della prima guerra mondiale.

## Biografia
Nacque a Santa Maria di Sala il 21 aprile 1893, figlio di Giuseppe e Placida Benfatto. Frequentata una Scuola professionale a Venezia, lavorò come capomastro muratore. Nel novembre 1913 fu arruolato nel Regio Esercito in forza all'81º Reggimento fanteria della Brigata Torino. Promosso caporale zappatore nel maggio 1914, fu trattenuto in servizio e, dopo l'entrata in guerra del Regno d'Italia, avvenuta il 24 maggio 1915, raggiunse con il suo reggimento la zona di operazioni. Fu promosso sergente nel mese di novembre e sergente maggiore nel luglio 1916, distinguendosi sul Col di Lana, sull'alto Isonzo e sul Carso. Nel settembre 1917 fu promosso aiutante di battaglia e, dopo la ritirata in seguito alla battaglia di Caporetto, passò il corso dell'Isonzo al ponte di Peteano, raggiungendo quindi la linea del Piave, schierandosi tra Maserada e Candelù. Con l'inizio della battaglia del solstizio, il 15 giugno 1918, in qualità di comandante di un plotone della 6ª Compagnia del II Battaglione schierato in località Cà Bellesine, respinse gli attacchi portati dalle truppe austro-ungariche per i successivi dieci giorni. Il 25 giugno, passato il Piave vecchio davanti alle Porte del Taglio al fine di rinforzare le altre compagnie del battaglione impegnate in combattimento da forze superiori di numero, cadde in combattimento, ucciso da una pallottola sparata a bruciapelo mentre, ritto sulla trincea, incitava i suoi uomini a combattere. Con Decreto Luogotenenziale del 23 marzo 1919 fu insignito della medaglia d'oro al valor militare alla memoria.

### Fonti
1. 1 2 3 4 5 6 7  Combattenti Liberazione.
2. ↑  Carolei, Greganti, Modica 1968, p. 122.
3. 1 2  Coltrinari, Ramaccia 2018, p. 100.
4. ↑  Coltrinari, Ramaccia 2018, p. 99.
5. ↑   GARDAN Carlo, Medaglia d'oro al valor militare, su Presidenza della Repubblica.